# خوسيه رييس ميزا
خوسيه رييس ميزا (بالإسبانية: José Reyes Meza)‏ هو رسام مكسيكي، ولد في 23 نوفمبر 1924، وتوفي في 31 أكتوبر 2011.